# Karnauwinkl
Karnauwinkl ist eine Ortslage zwischen Böhmhöf und dem Gasthof Schwarzalm bei Zwettl-Niederösterreich.
Überliefert ist, dass in der aus zwei Gehöften bestehenden Ortslage früher der Abdecker wohnte. Im Kataster von 1823 ist der Ort als Neustift in Weissenberg vermerkt – Weissenberg bezeichnet die Fluren östlich des Ortes. Der heutige Ortsname bezieht sich auf das westlich des Ortes liegende Flurstück Kanauwinkl und gibt Rätsel auf. Laut Walter Pongratz bezeichnet Winkel den Geländezwickel zwischen Anhöhen, Wäldern und Gewässer, wie er dort ersichtlich ist, jedoch scheint die Bestimmung von Kanau schwierig. Möglicherweise lässt sich der Begriff auf das lateinische Wort canna (Rinne, Wasserleitung) zurückführen. Somit bedeutet die urkundliche Erwähnung von 1321 „....apud Cannam quod vulgariter dicitur dacz der Rinn“ also „Furche, in der Wasser rinnt“.